# Operation Warp Speed
Operation Warp Speed — це державно-приватне партнерство, ініційоване урядом Сполучених Штатів Америки для сприяння та прискорення розробки, виробництва та розповсюдження вакцин проти COVID-19, лікувальних і діагностичних засобів проти COVID-19. Перше повідомлення про «Operation Warp Speed» було опубліковано 29 квітня 2020 року, а програму було офіційно оголошено 15 травня 2020 року. Її очолювали Монсеф Слауї з травня 2020 по січень 2021 і Девід Арнольд Кесслер з січня по лютий 2021. Наприкінці лютого 2021 року «Operation Warp Speed» була передана команді реагування Білого дому на COVID-19.
Програма сприяла масовому виробництву кількох вакцин і розробці різних типів технологій вакцин, заснованих на попередніх дослідженнях, що дозволило швидше почати їх застосування, якщо клінічні дослідження підтвердили, що ця вакцина є безпечною та ефективною. План передбачав, що деякі з цих вакцин не виявляться безпечними чи ефективними, що зробить програму дорожчою, ніж звичайна розробка вакцини, але потенційно призведе до наявності життєздатної вакцини на кілька місяців раніше, ніж у типові терміни.
«Operation Warp Speed» спочатку фінансувалась приблизно на 10 мільярдів доларів із Закону CARES (Допомога, відновлення та економічна безпека, пов'язана з коронавірусом), ухваленого Конгресом Сполучених Штатів 27 березня 2020 року, та була міжвідомчою програмою, якою опукувались підрозділи міністерства охорони здоров'я та соціальних служб, включаючи Центри контролю та профілактики захворювань, FDA, Національний інститут охорони здоров'я США та Управління перспективних біомедичних досліджень і розробок (BARDA); міністерство оборони; приватні фірми; та інші федеральні агентства, включаючи міністерство сільського господарства, міністерство енергетики та міністерство у справах ветеранів.

## Історія
15 травня 2020 року президент Дональд Трамп офіційно оголосив про створення державно-приватного партнерства. Метою «Operation Warp Speed» була координація зусиль у сфері охорони здоров'я та соціальних служб, включаючи партнерство «NIH ACTIV» для розробки вакцин і лікування, ініціативу «NIH RADx» для розробки діагностики та роботу Управління перспективних біомедичних досліджень і розробок.
«Operation Warp Speed» було створено, щоб заохотити приватне та державне партнерство для швидшого затвердження та виробництва вакцин під час пандемії COVID-19.. Назву було навіяно термінологією подорожі швидше за світло, яка використовується у вигаданому всесвіті «Зоряного шляху», викликаючи відчуття швидкого прогресу.
30 червня 2020 року FDA повідомило, що вакцина повинна бути ефективна принаймні на 50 % для зменшення тяжкості симптомів COVID-19, щоб отримати схвалення регуляторних органів і маркетингу.
У січні 2021 року прес-секретар Білого дому Джен Псакі оголосила, що за часів адміністрації Байдена програма буде реструктуризована та перейменована. Також у січні 2021 року доктору Монсефу Слауї, колишньому керівнику «Operation Warp Speed», було наказано більше не використовувати таку назву для програми. Наприкінці лютого 2021 року відповідальність за «Operation Warp Speed» було передано команді реагування Білого дому на COVID-19.

## Мета
Відповідно до інформаційного бюлетеня міністерства охорони здоров'я та соціальних служб, основною заявленою метою «Operation Warp Speed» було «виготовити та доставити 300 мільйонів доз безпечних та ефективних вакцин із початковими партіями, доступними до січня 2021 року, як частину ширшої стратегії прискорити розробку, виробництво та розповсюдження вакцин, терапевтичних та діагностичних засобів проти COVID-19».
Конкретні цілі, як зазначено в різних засобах масової інформації, включають:
- підтримка фармацевтичних компаній для дослідження та розробки семи різних вакцин-кандидатів одночасно та певних терапевтичних сполук
- підтримка кількох виробників вакцин для швидкого нарощування виробничих потужностей
- підтримка організації та сприяння одночасному розгляду FDA клінічних досліджень I—III фази кількох найбільш перспективних вакцин-кандидатів[2]
- сприяти виробництву вакцин-кандидатів, поки вони залишаються попередньо схваленими під час попередніх клінічних досліджень, щоб підготуватися до швидкого застосування, якщо доведено, що вони безпечні та ефективні[17][2]
- координувати з міністерством оборони постачання, виробництво та розповсюдження вакцин у США, а також відстежувати кожен флакон вакцини та графік ін'єкцій для кожного американця, який отримує щеплення[18][2]

Хоча координація з FDA з технічних питань і була запланована, комісар Стівен Ган зазначив, що FDA «надаватиме технічну допомогу та допомогу в розробці „Operation Warp Speed“, але виробники вирішують, чи будуть вони рухатися вперед чи ні», і уточнив, що агентство «провело дуже чітку межу в FDA між нами та „Operation Warp Speed“, оскільки ми є незалежним регулятором».

## Бюджет і керівництво
«Operation Warp Speed» використовувала Управління перспективних біомедичних досліджень і розробок як фінансовий інтерфейс між федеральним урядом США та біомедичною промисловістю. Спочатку програма фінансувалася на 10 мільярдів доларів з додатковими коштами, виділеними через Управління перспективних біомедичних досліджень і розробок. До жовтня 2020 року фінансування було збільшено приблизно до 18 мільярдів доларів.
Директор Управління перспективних біомедичних досліджень Рік Брайт був переведений на іншу посаду орієнтовно 22 квітня 2020 року через його опір (за його словами) «зусиллям фінансувати потенційно небезпечні препарати, які пропагують ті, хто має політичні зв'язки». У травні було оголошено нове керівництво. Монсеф Слауї був призначений головним радником «Operation Warp Speed». Слауї є дослідником вакцин, а раніше був головою глобальних досліджень і розробок і головою відділу з розробки вакцин у «GlaxoSmithKline», де він керував розробкою 5 вакцин. Генерал Густав Перна, який обіймав посаду генерала-командувача армійського матеріального командування, був призначений операційним директором «Operation Warp Speed». Генерал-лейтенант у відставці Пол Островскі, який раніше обіймав посаду директора Армійського закупівельного корпусу, був директором з постачання, виробництва та розподілу. Генерал-майор армії Крістофер Шарпстен став заступником директора. Алекс Азар, Марк Еспер і Дебора Біркс входили до ради директорів «Operation Warp Speed», а Ентоні Фаучі, Френсіс Коллінз і Роберт Редфілд були радниками без права голосу.

## Компанії, що отримували фінансування досліджень
Станом на серпень 2020 року було обрано 8 компаній для фінансування приблизно на 11 мільярдів доларів США для прискорення розробки та підготовки до виробництва відповідних вакцин-кандидатів.
Розробниками вакцини, різних технологій вакцини та методів лікування, які отримували державне фінансування досліджень, були:
| Назва                                            | Технологія                                                                            | Сума                                                         | Оголошена дата | Кандидат на вакцину | Дата схвалення FDA     | Примітки |
| ------------------------------------------------ | ------------------------------------------------------------------------------------- | ------------------------------------------------------------ | -------------- | ------------------- | ---------------------- | --- |
| Johnson & Johnson (Janssen Pharmaceutica)        | Вірусний вектор, що не розмножується                                                  | 1 мільярд доларів                                            | 5 серпня 2020  | Ad26.COV2.S         | 28 лютого 2021         | Це фінансування є доповненням до 456 мільйонів доларів, виділених урядом у березні 2020 року. FDA дозволило використання лише в екстрених випадках. |
| AstraZeneca–Оксфордський університет і Vaccitech | Модифікований вірусний вектор аденовірусу шимпанзе                                    | 1,2 мільярда доларів                                         | 21 травня 2020 | AZD1222             | Не було схвалення FDA. | Вперше схвалено 20 грудня 2020 року у Великій Британії. У березні 2021 року ряд країн призупинили використання вакцини через побоювання, що вона може бути причетна до випадків тромбозу, які спостерігаються у вакцинованих.                          |
| Moderna                                          | мРНК                                                                                  | 1,53 мільярда доларів                                        | 11 серпня 2020 | mRNA-1273           | 18 грудня 2020         | Уряд уже надав Moderna два гранти на 483 мільйони доларів і 472 мільйони доларів. 1 серпня оголошені 1,53 мільярда доларів США довели загальний обсяг інвестицій до 2,48 мільярда доларів США. FDA дозволив використовувати лише в екстрених випадках. |
| Novavax                                          | SARS-CoV-2 рекомбінантна наночастинка білка шиповидних відростків вірусу з ад'ювантом | 1,6 мільярда доларів США на попереднє комерційне виробництво | 7 липня 2020   | NVX‑CoV2373         |                        | Фінансування для демонстрації промислового виробництва; федеральний уряд буде володіти 100 мільйонами вироблених доз, але вони будуть доступні для клінічних досліджень                                                                                |
| Merck і IAVI                                     | [ 46 ]                                                                                | 38 мільйонів доларів                                         | 15 квітня 2020 |                     |                        | Два проєкти вакцини, припинені Merck, 25 січня 2021 |
| Sanofi і GlaxoSmithKline                         | Протеїн (клітинні лінії комах) з ад'ювантом                                           | 2,1 мільярда доларів                                         | 31 липня 2020  | VAT00008            |                        | 11 грудня 2020 року компанії оголосили, що відкладуть випуск вакцини до кінця 2021 року, оскільки вона викликала «недостатню імунну відповідь» у літніх людей.                                                                                         |

Компанії, що фінансуються опосередковано: Inovio.
Станом на жовтень 2020 року «Operation Warp Speed» витратила менше 1 мільярда доларів на підтримку розробки та виробництва 3 препаратів моноклональних антитіл проти майже 10 мільярдів доларів на 6 вакцин.
- Згідно з заявою уряду від 7 липня 2020 року, компанія «Regeneron» мала отримати 450 мільйонів доларів США на розробку та постачання препарату моноклональних антитіл.[52]

## Інші компанії, що беруть участь у програмі Warp Speed

### Pfizer–BioNTech
Проєкт BioNTech із розробки нової технології мРНК для вакцини проти COVID-19 отримав назву «Project Lightspeed», який розпочався в середині січня 2020 року в лабораторіях BioNTech у Майнці в Німеччині, лише через кілька днів після того, як була вперше оприлюднено генетична послідовність SARS-Cov-2. У вересні 2020 року «BioNTech» отримала 375 мільйонів євро (445 мільйонів доларів США) від уряду Німеччини для прискорення розробки та виробництва вакцини Pfizer–BioNTech проти COVID-19.
Генеральний директор «Pfizer» Альберт Бурла сказав, що компанія вирішила не брати пряме фінансування від «Operation Warp Speed» для розробки вакцини через бажання «звільнити наших вчених [від] будь-якої бюрократії, яка пов'язана з необхідністю давати звіти та погоджувати, як ми збираємося витрачати кошти, паралельно або разом».
Але 22 липня 2020 року «Operation Warp Speed» розмістила попереднє замовлення на 2 мільярди доларів у «Pfizer» на виробництво 100 мільйонів доз вакцини проти COVID-19 для використання в Сполучених Штатах, коли вакцина буде визнаною безпечною, ефективною та ліцензованою, і схвалена FDA. 23 грудня 2020 року адміністрація Трампа оголосила, що вони замовили ще 200 мільйонів доз вакцини у Pfizer. 9 листопада партнерство Pfizer і BioNTech оголосило про позитивні ранні результати досліджень третьої фази вакцини-кандидата BNT162b2, а 11 грудня FDA видало дозвіл на екстрене використання вакцини, ініціювавши можливість її застосування.
Керівник відділу досліджень і розробки вакцин компанії «Pfizer» доктор Кетрін Янсен спочатку сказала, що «Pfizer» не брала участь в «Operation Warp Speed», оскільки не приймала кошти платників податків на дослідження та розробки, але «Pfizer» опублікувала заяву, в якій говориться, що її коментарі були «вирвані з контексту», і підтвердили, що «Pfizer» є частиною програми «Warp Speed». Білий дім підтвердив участь «Pfizer» і початкове попереднє замовлення уряду на 100 мільйонів доз вакцини. У листопаді представники компанії заявили, що «компанія бере участь в „Operation Warp Speed“ як постачальник потенційної вакцини проти коронавірусу», і що «Pfizer пишається тим, що є одним із різних виробників вакцин, які беруть участь в „Operation Warp Speed“ як постачальник потенційної вакцини проти COVID-19».
Велика Британія стала першою країною, яка дозволила вакцину Pfizer-BioNTech в екстреному порядку 2 грудня 2020 року. Дозвіл на екстрене використання в США було видано 11 грудня 2020 року.

## Розповсюдження
Дози вакцин, закуплені в рамках «Operation Warp Speed», були відправлені від виробників через UPS і FedEx у місця, визначені урядом штату. Федеральне фармацевтичне партнерство доставляє дози до філій CVS і «Walgreens», які потім відправляються фармацевтами для масової вакцинації у відповідні установи, зокрема будинки пристарілих.
У жовтні 2020 року Алекс Азар, на той час міністр охорони здоров'я та соціальних служб США, передбачив 100 мільйонів доступних доз до кінця року. Пізніше адміністрація Трампа знизила ціль до 20 мільйонів доз. Станом на 6 січня 2021 року Центри з контролю та профілактики захворювань повідомляв про 17288950 доставлених доз, але лише 5306797 фактично введених людям. З них 3416875 було розповсюджено, а 511635 розповсюджено через Федеральне фармацевтичне партнерство. Генерал Густав Перна сказав, що затримки звітності призводять до того, що дані адміністрації запізнюються на 72-96 годин. Станом на 31 січня 2021 року, коли «Operation Warp Speed» була передана адміністрації Байдена, було доставлено 63,7 мільйона доз із загалом 200 мільйонів доз, які Pfizer і Moderna повинні були надати до кінця березня 2021 року.
Розповсюдження було розкритиковане через відсутність координації між федеральним урядом і урядами штатів, та відсутність своєчасного федерального фінансування кампаній масової вакцинації. Інші названі причини включали різдвяні свята, відмову працівників від вакцинації, більший, ніж зазвичай, час, витрачений на оформлення документів або відповіді на запитання пацієнтів, необхідний час спостереження та брак навченого персоналу.

## Сприйняття

### Вартість
Незважаючи на те, що в травні 2020 року Конгрес США спочатку передбачав бюджет на розробників вакцин до середини грудня близько 10 мільярдів доларів, фактично було витрачено 12,4 мільярди доларів для сукупних витрат на розробників вакцин на науково-дослідні роботи та попереднє схвалення виробництва для мільйонів доз вакцини.
«Operation Warp Speed» передбачала, що деякі з цих вакцин не виявляться безпечними чи ефективними, що зробить програму дорожчою, ніж розробка типової вакцини, але потенційно призведе до наявності життєздатної вакцини на кілька місяців раніше, ніж у типові терміни. Низькі ціни на вакцини від коронавірусу пояснювали великим обсягом фінансування досліджень, наданим «Operation Warp Speed»: незважаючи на попередні дані, які свідчать про те, що вакцини проти COVID-19, які субсидуються за планом, мають вищу ефективність, ніж вакцини проти грипу, розробники вакцини встановили початкову ціну. відповідно до показників щорічної вакцини проти грипу.

### Хронологія
Мета проєкту — розробити, виготовити та розповсюдити сотні мільйонів доз вакцини проти COVID-19 до кінця 2020 року — спочатку критикували як нереалістичні через десятиліття досвіду розробки вакцин проти вірусних інфекцій, на які зазвичай потрібні роки або десятиліть, щоб переконатися, що обрана вакцина не буде токсичною та матиме належну ефективність.
Більшість вірусних інфекцій не мають вакцини, оскільки технологія вакцини зазнала невдачі на ранніх стадіях клінічних досліджень. Оскільки багато вакцин спричинюють побічні ефекти, зокрема біль у місці ін'єкції, головний біль та грипоподібні симптоми, перевірка безпеки вимагає років і спостереження за тисячами учасників клінічних досліджень. Подібним чином зазвичай потрібен достатній час — рік або кілька років — щоб переконатися, що вакцина має тривалу ефективність, і за цей час триває пандемія, спричинена цим вірусом. Незважаючи на численні попередні спроби дослідження виробництва безпечних, ефективних вакцин проти коронавірусів, таких як SARS і MERS, усі вакцини-кандидати проти коронавірусних інфекцій зазнали невдачі під час клінічних досліджень, і не існувало вакцини, яка б запобігла будь-якій коронавірусній інфекції. Щоб підготуватися до виробництва та розповсюдження, «Operation Warp Speed» витратила ресурси та фінансування до того, як стали відомі результати безпеки та ефективності вакцин-кандидатів.
У випадку «Operation Warp Speed» ефективні вакцини, вироблені BioNTech у Німеччині, та Pfizer і Moderna, отримали дозвіл на екстрене використання від FDA у грудні 2020 року, запровадивши надзвичайно швидкий графік розробки та схвалення для вакцин, яким надано екстрене схвалення. «Pfizer» приєднався до програми у липні 2020 року та підписав контракт на суму 1,95 мільярда доларів, який мав оплачуватися, коли вакцину буде схвалено FDA, і включав початкове замовлення на 100 мільйонів доз вакцини. У грудні 2020 року адміністрація Трампа замовила 200 мільйонів додаткових доз вакцини у «Pfizer».

#### Завершення роботи
Наприкінці лютого 2021 року «Operation Warp Speed» була передана команді реагування Білого дому на COVID-19 під керівництвом адміністрації Байдена.

### Змагання
Існувала ймовірність того, що проєкт «Operation Warp Speed» витратить зусилля та фінансування на пряму конкуренцію з публічними американськими компаніями з виробництва вакцин, які вже повністю задіяні та фінансуються для розробки. Існувала також ймовірність того, що мільярд доларів або більше грошей платників податків США буде витрачено лише на зусилля Америки або вузький альтернативний вибір, наприклад, інвестування в іншу платформу вакцин — Оксфордський університет — кандидат AstraZeneca, на який У травні 2020 року США вже заплатили 1 мільярд доларів США, щоб отримати 300 мільйонів доз для використання в США, коли вакцина AstraZeneca успішно просунулася до доказів безпеки та ефективності за межами свого статусу ранньої стадії досліджень фази I—II у травні.
«Operation Warp Speed» не співпрацювала з китайськими організаціями з розробки вакцин, Всесвітньою організацією охорони здоров'я (ВООЗ), Коаліцією з питань інновацій для готовності до епідемій або Європейською комісією, які координували і фінансували міжнародні програми розробки кількох вакцин, залучивши разом 8 мільярдів доларів від міжнародних партнерів для глобальної заходів проти коронавірусу. Уряд США вирішив не включати операцію «Operation Warp Speed» до міжнародних досліджень «Solidarity» з розробки вакцини, організованих ВООЗ.
8 грудня 2020 року президент Дональд Трамп підписав указ, який зобов'язує компанії продавати вакцину в США перед продажем в інші країни (навіть якщо вони вже мали контракти з іншими країнами).

### Турбота про справедливий доступ
Орієнтація «Operation Warp Speed» на забезпечення схвалених вакцин проти COVID-19 спочатку для американського народу викликала етичні та матеріально-технічні занепокоєння щодо того, що доступ до вакцин за межами Сполучених Штатів може бути обмежено протягом 2021 року, залишивши країни з низьким і середнім доходом без або мінімальна пропозиція. Занепокоєння зросло, коли адміністрація Трампа припинила свою фінансову підтримку ВООЗ і COVAX, а також те, чи братиме ця програма участь у міжнародній практиці вакцинації, оптимізації та навчанні щодо нерішучості та дезінформації щодо вакцин. У лютому 2021 року після того, як операція Warp Speed була передана Команді реагування Білого дому на COVID-19, Сполучені Штати пообіцяли пожертвувати будь-який надлишок вакцини у бідні регіони, такі як Африка.

### Сумніви щодо вакцинації
Існувало занепокоєння, що назва та запланований скорочений графік «Operation Warp Speed» може сприяти сумнівам щодо вакцинації, причому один експерт заявив, що «деякі слова Білого дому є дуже шкідливими», оскільки одним із аргументів противників вакцинації є те, що продукти вийшли на ринок без належного тестування. Недовіра громадськості до нової вакцини та відмова від вакцинації є глобальною проблемою охорони здоров'я, що збільшує ризик подальшого поширення вірусу, що може призвести до триваючих спалахів COVID-19 протягом 2020—2021 років. Опитування у вересні 2020 року показало, що половина опитаних дорослих американців заявили, що вони не будуть вакцинуватися, якщо вакцина буде доступна на той момент, а три чверті висловили занепокоєння щодо темпів процесу та побоювання, що вакцина може бути схвалена раніше того, як підтверджено, що її безпека та ефективність стануть повністю зрозумілі.

### Нейтралітет керівника
Керівник проєкту «Operation Warp Speed» Монсеф Слауї був членом правління американської компанії-розробника вакцини «Moderna», і продав свої акції «Moderna» з потенційною особистою вигодою в 10 мільйонів доларів, що викликало сумніви щодо його нейтральності в оцінці вакцин-кандидатів. Хоча Слауї пішов з правління «Moderna», коли його призначили очолити «Operation Warp Speed», вартість його акцій «Moderna» зросла на 3 мільйони доларів за один день, коли «Moderna» оголосила про прогрес у клінічних дослідженнях вакцини. На прохання нової адміністрації Байдена Слауї залишив проєкт на початку січня 2021 року.

### Судові позови та інсайдерська торгівля
Акціонери подали до суду на біотехнологічну компанію «Inovio», стверджуючи, що компанія ввела громадськість в оману, коли повідомила, як швидко вона розробила свого кандидата у вакцини. У серпні 2020 року проти «Vaxart» було подано колективний позов до Окружного суду США Північної Каліфорнії за ймовірне шахрайство з цінними паперами, пов'язане з тим, що керівники «Vaxart» збагачуються шляхом продажу акцій, приурочених до позитивних новин щодо розробки вакцини в середині 2020 року. Керівники, члени правління та інвестиційні фірми, що володіють акціями в компаніях з виробництва вакцин і терапевтичних препаратів, включаючи Moderna, Novavax і Regeneron, отримали прибутки на суму близько 1 мільярда доларів США (приблизно 830 мільйонів євро) у 2020 році завдяки позитивним новинам.